# Bernie Slaven
Bernard Joseph Slaven (Paisley, 1960. november 13. –) ír válogatott labdarúgó.

## Pályafutása

### Klubcsapatban
Paisley-ben, Skóciában született. 1981 és 1983 között a Greenock Morton játékosa volt. 1983-ban először az Airdrieonians, majd a Queen of the South csapatában játszott. 1983 és 1985 között az Albion Rovers együttesét erősítette. 1985-ben Angliába igazolt a Middlesbroughhoz, melynek nyolc éven keresztül volt a tagja. Az 1993–94-es szezont a Port Vale együttesénél töltötte. 1994 és 1995 között a Darlington, 1997 és 1999 között a Billingham Synthoniában szerepelt.  

### A válogatottban
Ír nagyapja révén lehetősége nyílt, hogy Írországot képviselje. 1990 és 1993 között 7 alkalommal szerepelt az ír válogatottban és 1 gólt szerzett. Részt vett az 1990-es világbajnokságon.